# Hanna Gill-Piątek
Hanna Beata Gill-Piątek z domu Stachowiak (ur. 13 kwietnia 1974 w Łodzi) – polska działaczka polityczna i samorządowa, konsultantka w zakresie rewitalizacji, publicystka, posłanka na Sejm IX kadencji.

## Życiorys

### Wykształcenie i działalność zawodowa
Ukończyła I Liceum Ogólnokształcące im. Mikołaja Kopernika w Łodzi, następnie studiowała grafikę i malarstwo na Akademii Sztuk Pięknych w Łodzi oraz na Akademii Sztuki w Szczecinie, gdzie w 2017 (po przerwaniu studiów w 2000) otrzymała tytuł zawodowy licencjata na podstawie pracy pt. Kontener. Instrukcja obsługi dla artystów napisanej pod kierunkiem Mikołaja Iwańskiego. W 2023 uzyskała magisterium na Wydziale Prawa i Administracji Uczelni Łazarskiego w Warszawie. W latach 2000–2006 pracowała jako grafik i projektantka w warszawskich agencjach reklamowych (w tym w Lemon Sky JWT Warsaw, HAVAS Worldwide Warsaw, Dream Studios i Ad Fabrika FCB). Została także absolwentką Szkoły Liderów Społeczeństwa Obywatelskiego. W 2005 została jedną z liderek Stowarzyszenia „Chomiczówka Przeciw Degradacji”, współtworzyła Ogólnowarszawski Ruch na Rzecz Obwodnicy Pozamiejskiej „Nie Przez Miasto!”.
Była stałą felietonistką m.in. „Gazety Wyborczej” (w tym „Dużego Formatu”), „Przekroju”, „Dziennika Łódzkiego” i „Dziennika Opinii Krytyki Politycznej”. Teksty publicystyczne poświęca tematyce lokatorskiej, prawom kobiet i demokracji lokalnej.
Od 2014 do 2016 zatrudniona była w biurze ds. rewitalizacji Urzędu Miasta Łodzi, gdzie kierowała łódzkim projektem pilotażowym, realizowanym na zlecenie Ministerstwa Infrastruktury i Rozwoju. Efektem projektu było powstanie pierwszego w Polsce centrum wiedzy na temat rewitalizacji. W latach 2016–2017 pracowała jako p.o. dyrektora Wydziału Spraw Społecznych w Urzędzie Miasta Gorzowa Wielkopolskiego. Była ekspertką przy rządowych programach z zakresu rewitalizacji. Była też doradczynią w Związku Miast Polskich.

### Działalność społeczna i polityczna

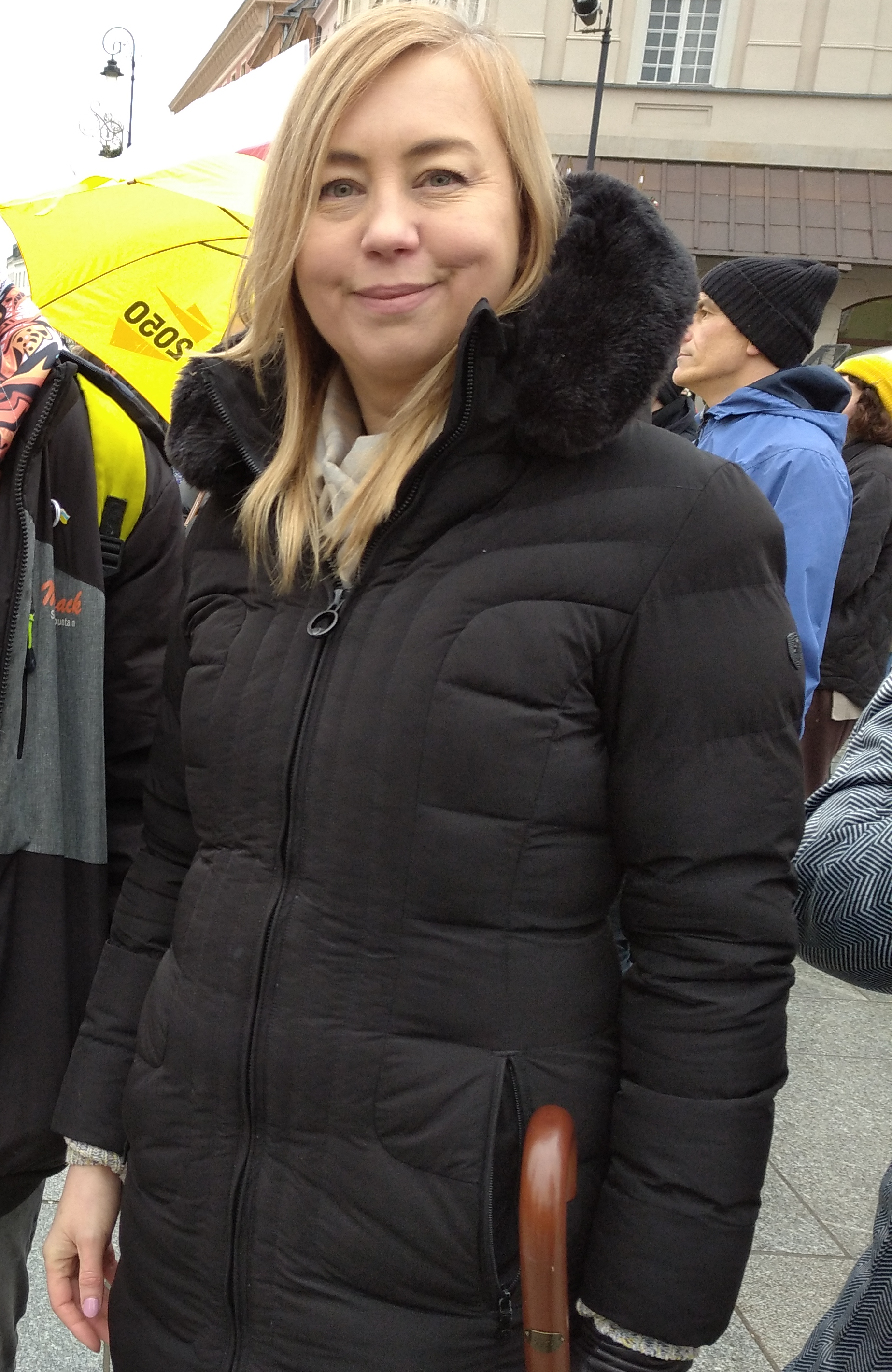
Hanna Gill-Piątek na proteście przeciwko rosyjskiej agresji na Ukrainę (2022)

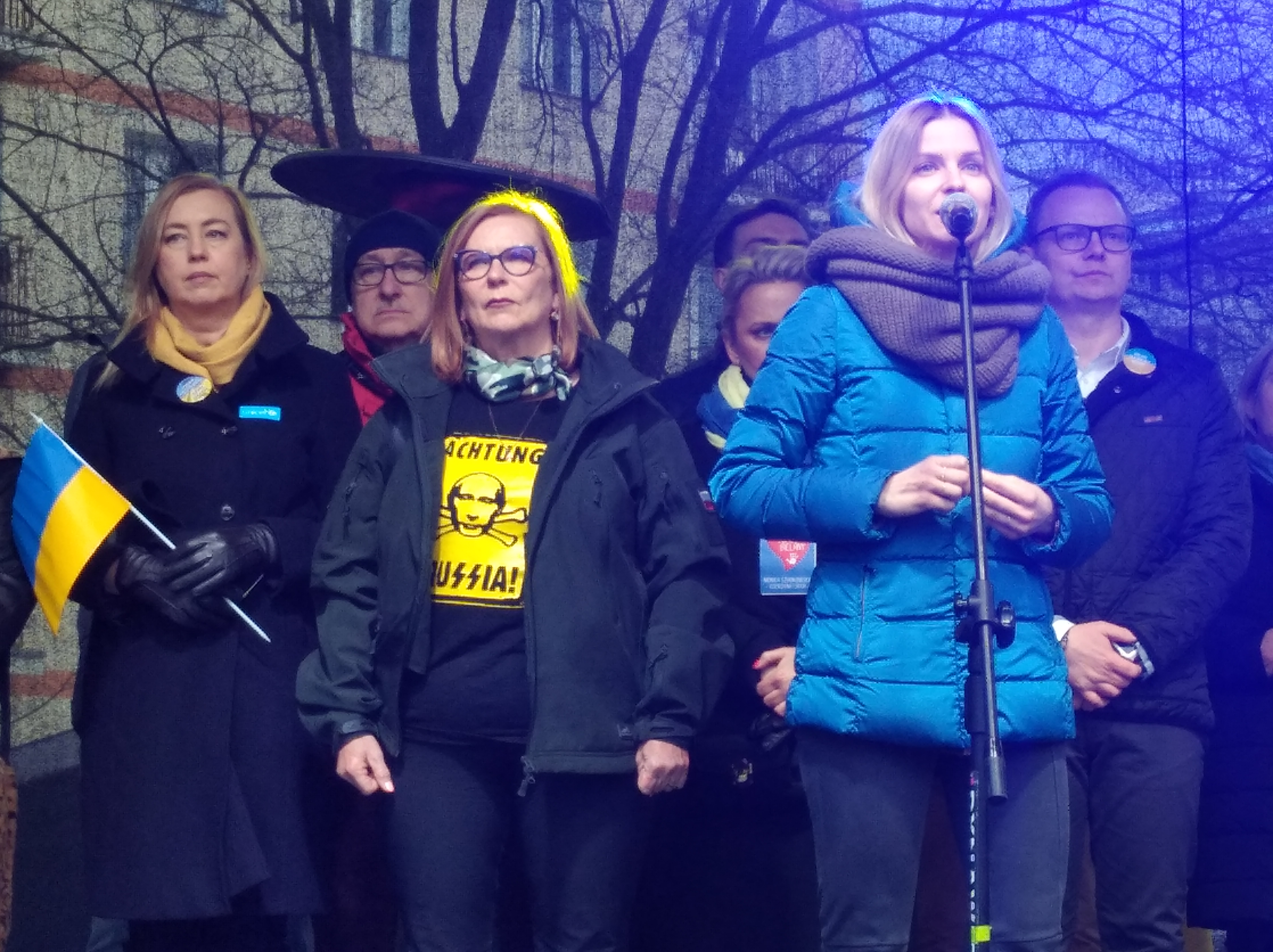
Hanna Gill-Piątek, Małgorzata Gosiewska i Aleksandra Gajewska na wydarzeniu „Bielany dla wolnej Ukrainy” (2022)

Związana ze środowiskiem „Krytyki Politycznej”. W latach 2011–2014 prowadziła Świetlicę Krytyki Politycznej w Łodzi, której w 2011 przyznano wyróżnienie „Punkt dla Łodzi”. Zespół Klubu Krytyki Politycznej w Łodzi otrzymał odznakę „Za Zasługi dla Miasta Łodzi” (2016) oraz wyróżnienie „Punkt dla Łodzi” (2018) za upamiętnienie rewolucji z 1905.
Hanna Gill-Piątek w 2011 została też działaczką Kongresu Ruchów Miejskich. Jest autorką happeningów i akcji artystycznych, np. Marszu Tyłem w obronie tolerancji, organizowanego z Joanną Rajkowską na Festiwalu Malta (2010). W 2017 na trzy dni zamieszkała w kontenerze postawionym w centrum Szczecina, aby wskazać na los osób po eksmisjach. Członkini Rady Programowej Kongresu Kobiet i rady Metropolitalnego Kongresu Rewitalizacji.
Wraz z Henryką Krzywonos napisała książkę pt. Bieda. Przewodnik dla dzieci, uznaną za książkę dekady akcji „Cała Polska czyta dzieciom”. Uzyskała za nią nominację do „Okularów Równości” przyznawanych przez Fundację im. Izabeli Jarugi-Nowackiej.
W latach 2006–2018 należała do Partii Zieloni, w której pełniła funkcję sekretarza Zarządu Krajowego i zasiadała w Radzie Krajowej. Dwukrotnie (w 2006 i 2010) kandydowała na radną Warszawy. Jako przedstawicielka Zielonych w wyborach w 2015 wystartowała do Sejmu z listy Zjednoczonej Lewicy. Współzałożycielka ruchu Tak dla Łodzi. W stowarzyszeniu o tej samej nazwie objęła funkcję sekretarza zarządu. Z ramienia Tak dla Łodzi w wyborach samorządowych w 2018 kandydowała bez powodzenia do rady miasta. W 2019 została koordynatorką nowo powstałej partii Wiosna na okręg piotrkowski, w tym samym roku była też jej kandydatką w wyborach do Parlamentu Europejskiego.
W wyborach parlamentarnych w 2019 wystartowała do Sejmu z 2. miejsca na liście Sojuszu Lewicy Demokratycznej (jako przedstawicielka Wiosny) w okręgu łódzkim. Uzyskała mandat posłanki IX kadencji, otrzymując 14 422 głosy. W Sejmie została m.in. członkinią Komisji Finansów Publicznych, Podkomisji stałej do monitorowania systemu podatkowego, Komisji Infrastruktury, Podkomisji stałej do spraw budownictwa oraz gospodarki przestrzennej i mieszkaniowej oraz Komisji Samorządu Terytorialnego i Polityki Regionalnej. Wiceprzewodnicząca Łódzkiego Zespołu Parlamentarnego oraz Parlamentarnego Zespołu do spraw Polityki Migracyjnej i Integracyjnej, członkini m.in. Parlamentarnego Zespołu do spraw Równouprawnienia Społeczności LGBT+ i Parlamentarnego Zespołu ds. Walki z Wykluczeniem Transportowym, a także przewodnicząca Parlamentarnego Zespołu ds. Miast.
We wrześniu 2020 złożyła rezygnację z członkostwa w klubie parlamentarnym Lewicy i w partii Wiosna, dołączając do ruchu Szymona Hołowni – Polska 2050. W listopadzie 2020 została wiceprzewodniczącą partii politycznej o tej samej nazwie (zarejestrowanej w marcu 2021). W lutym 2021 wraz z Joanną Muchą i Pauliną Hennig-Kloską współtworzyła Koło Poselskie Polska 2050, którego została przewodniczącą. 8 lutego 2023 ogłosiła rezygnację z członkostwa w ugrupowaniu Polska 2050. W sierpniu 2023 dołączyła do klubu parlamentarnego Koalicji Obywatelskiej. W wyborach w tym samym roku z jej ramienia bezskutecznie kandydowała do Sejmu X kadencji. Została później członkinią Platformy Obywatelskiej.
W 2024 z listy KO uzyskała mandat radnej Sejmiku Województwa Łódzkiego VII kadencji. W tym samym roku bez powodzenia startowała natomiast w wyborach europejskich.

## Życie prywatne
Wnuczka profesor Ireny Grajewskiej, córka Jacka i Marianny (pracowników naukowych), była żona pisarza Tomasza Piątka. Ma syna Martyna, łódzkiego artystę. Deklaruje się jako osoba biseksualna.

## Odznaczenia
- Biały Krzyż „Honor et Gloria” – Ukraina, 2023[51]

## Wyniki wyborcze
| Wybory | Komitet wyborczy                | Komitet wyborczy             | Organ                            | Okręg           | Wynik          |
| ------ | ------------------------------- | ---------------------------- | -------------------------------- | --------------- | -------------- |
| 2006   |                                 | Zieloni 2004                 | Rada m.st. Warszawy              | nr 5            | 656 (0,86%)    |
| 2010   |                                 | Sojusz Lewicy Demokratycznej | Rada m.st. Warszawy              | nr 5            | 339 (0,49%)    |
| 2015   |                                 | Zjednoczona Lewica           | Sejm VIII kadencji               | nr 9            | 3256 (0,91%)   |
| 2018   |                                 | Tak dla Łodzi                | Rada Miejska w Łodzi             | nr 5            | 427 (1,51%)    |
| 2019   |                                 | Wiosna Roberta Biedronia     | Parlament Europejski IX kadencji | nr 6            | 3614 (0,40%)   |
| 2019   |                                 | Sojusz Lewicy Demokratycznej | Sejm IX kadencji                 | nr 9            | 14 422 (3,47%) |
| 2023   |                                 | Koalicja Obywatelska         | Sejm X kadencji                  | nr 9            | 5508 (1,21%)   |
| 2024   | Sejmik Województwa Łódzkiego    | Koalicja Obywatelska         | nr 1                             | 24 735 (10,22%) |                |
| 2024   | Parlament Europejski X kadencji | Koalicja Obywatelska         | nr 6                             | 10 740 (1,42%)  |                |

## Publikacje
- Gill-Piątek H., Krzywonos H., Bieda. Przewodnik dla dzieci, Wydawnictwo Krytyki Politycznej, Warszawa 2010.
- Gill-Piątek H., Powrót do Norwegii, w której nigdy nie byłam, [w:] Norwegia. Przewodnik nieturystyczny, Wydawnictwo Krytyki Politycznej, Warszawa 2011, s. 6–10.
- Gill-Piątek H. i inni, Seriale. Przewodnik Krytyki Politycznej, Wydawnictwo Krytyki Politycznej, Warszawa 2011.
- Gill-Piątek H., Martela B., Autostopem przez Chomiczówkę, [w:] Kamińska E., Makowski W. (red.), Tiry na tory. Poradnik walczących społeczności, Federacja Zielonych – Grupa Krakowska, Instytut Spraw Obywatelskich, Łódź-Kraków 2012, s. 44–61.
- Marzec W., Piskała K. (red.), Gill-Piątek H. i inni, Rewolucja 1905. Przewodnik Krytyki Politycznej, Wydawnictwo Krytyki Politycznej, Łódź 2013.
- Kowalczyk P. (red.), Gill-Piątek H. i inni, Obywatele decydują: poradnik działaczy obywatelskich, Fundacja Rozwoju Turystyki i Kultury, Instytut Spraw Obywatelskich, Łódź 2014.
- Jadach-Sepioło A. (red.), Gill-Piątek H. i inni, Analiza dalszych, możliwych działań legislacyjnych Rządu po ewentualnym wejściu w życie ustawy o rewitalizacji, z uwzględnieniem wniosków z dyskusji toczącej się w trakcie konsultacji projektu, Ministerstwo Infrastruktury i Rozwoju, Warszawa 2015.
- Gill-Piątek H., Kontenery. Instrukcja obsługi dla artystów, [w:] Kuźma I.B., Lange Ł. (red.), Mieszkanie i dom jako nieoczywistość kulturowo-społeczna, LangeL – Łucja Lange, Łódź 2017, s. 13–50.
- Gill-Piątek H., Grunt-Mejer J., Krótkie historie rewitalizacyjne, [w:] Mazur H. (red.), Miasto na plus. Eseje o polskich przestrzeniach miejskich, Wysoki Zamek, Kraków 2018.